# 三菱・4M5型エンジン
三菱・4M5型エンジンは、三菱自動車工業によって開発・製造されたエンジンである。現在は分社した三菱ふそうトラック・バスにより主に産業用として生産されている。

## 概要

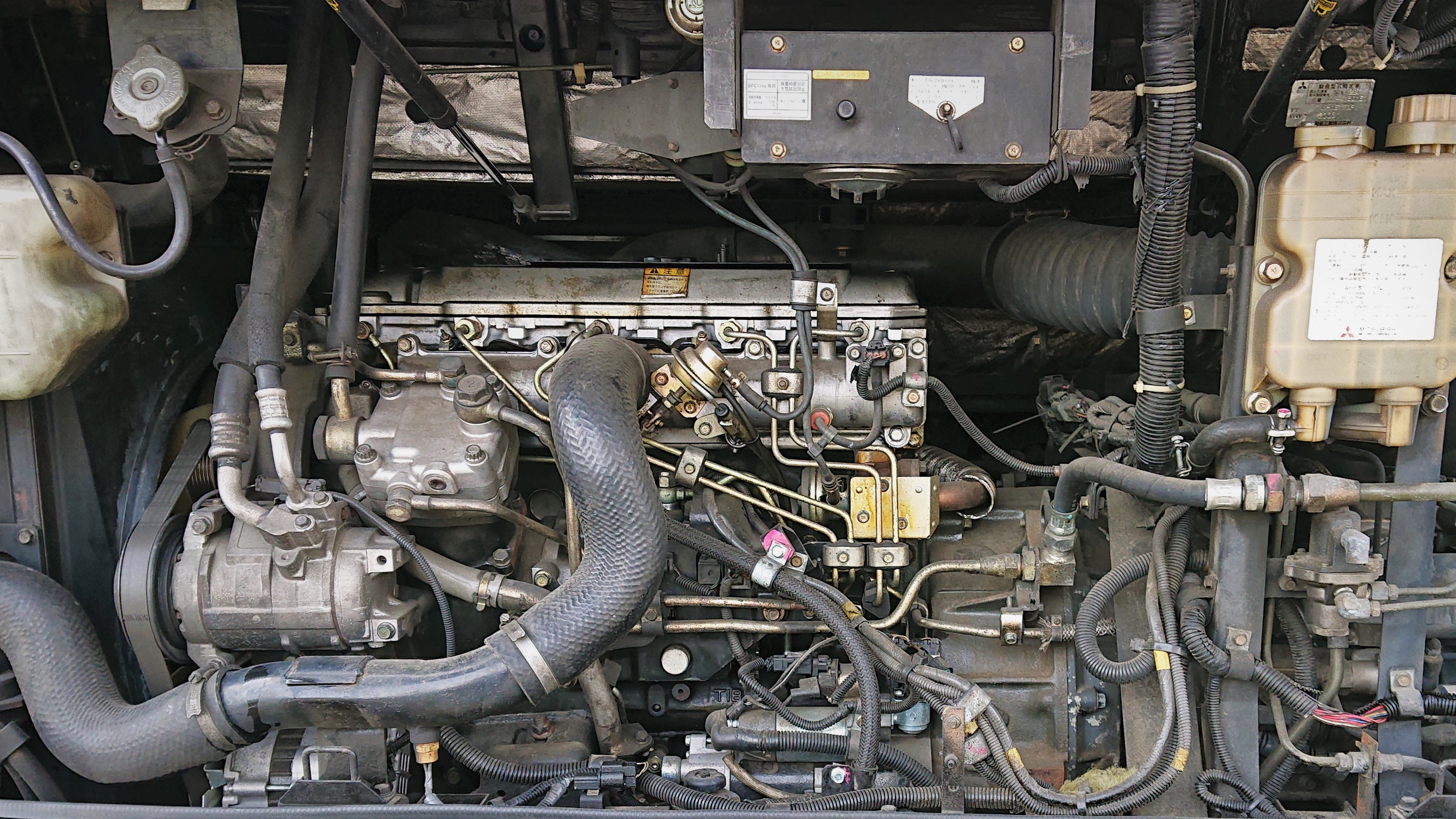
エアロミディMEに横向き搭載された4M50

従来、三菱ふそうトラック・バス(分社前の三菱自動車工業を含む。)の小型トラック「キャンター」およびマイクロバス「ローザ」には直列4気筒の4D34等が搭載されていた。他方で増大する高積載、高出力化ニーズに応え、なおかつ平成9年･10年排ガス規制に適合するために開発されたのが軽量4弁DOHCを搭載したこの4M5型エンジンである。ターボ過給の4M50と、NAの4M51の二機種が開発され、それぞれに出力バリエーションがあった。

## バリエーション

### 4M50
| シリンダー配置 | 直列4気筒DOHC16バルブ                                            |
| 排気量         | 4,899 cc                                                         |
| ボア           | 114.0 mm                                                         |
| ストローク     | 120.0 mm                                                         |
| 圧縮比         | 18.5：1                                                          |
| 過給器         | インタークーラー付きターボ                                       |
| 燃料噴射装置   | ソレノイド式コモンレール                                         |
| 最高出力       | 132 kW（180 PS）/2,700 rpm (T5) 110 kW（150 PS）/ 2,700 rpm (T4) |
| 最高トルク     | 441 N·m（45.0 kgf·m）/ 1,600rpm (T4)                             |

代表的な仕様は以上のスペックとなる。
| 型式     | 排気量 | 最高出力（ネット値） [kW(PS)/rpm] | 最大トルク（ネット値） [N・m(kgf・m)/rpm] | 製造期間 | 備考 |
| -------- | ------ | --------------------------------- | ----------------------------------------- | -------- | ---- |
| 4M50(T3) | 4,899  | 103(140)/2,700                    | 333(34,0)/1,600                           | 1999-    |      |
| 4M50(T4) | 4,899  | 110(150)/2,700                    | 441(45,0)/1,600                           | 1999-    |      |
| 4M50(T5) | 4,899  | 132(180)/2,700                    | 530(54,0)/1,600                           | 1999-    |      |
| 4M50(T6) | 4,899  | 154(210)/2,700                    | 588(60,0)/1,600                           | 1999-    |      |

#### 搭載車両
- 三菱ふそう・キャンター
- 三菱ふそう・ローザ
- 三菱ふそう・エアロミディME - 4M50(T5)を搭載。
- 三菱ふそう・ファイター - 4M50(T5)及び(T6)を搭載。
- 三菱ふそう・エアロミディMJ - 4M50(T6)を搭載。貸切車型最終型のみ。
- 三菱ふそう・エアロスターエコハイブリッド - 4M50(T5)を発電専用エンジンとして搭載。回転数を1,600r/min固定とし、最大トルク発生値にて使用。
- 日産･シビリアン - 2004年10月から2008年6月まで。4M50(T5)をOEM供給により搭載。

### 4M51
| シリンダー配置 | 直列4気筒DOHC16バルブ                                                   |
| 排気量         | 5,249 cc                                                                |
| ボア           | 118.0 mm                                                                |
| ストローク     | 120.0 mm                                                                |
| 圧縮比         |                                                                         |
| 過給器         | なし                                                                    |
| 燃料噴射装置   | 電子制御高圧分配型噴射ポンプ                                            |
| 最高出力       | 114kW（155 PS）/ 3,200 rpm(2) 103kW（130 PS）/ 3,200 rpm(1)(2004年時点) |
| 最高トルク     | 304 N·m（31.0 kgf·m）/ 1,800rpm                                         |

代表的なスペックは以上である。後年4M51(1)の最高出力は150ps、最高トルクは353N･m(36,0kgf･m)に向上している。
| 型式    | 排気量 | 最高出力（ネット値） [kW(PS)/rpm] | 最大トルク（ネット値） [N・m(kgf・m)/rpm] | 製造期間 | 備考 |
| ------- | ------ | --------------------------------- | ----------------------------------------- | -------- | ---- |
| 4M51(1) | 5,249  | 103(140)/3,200                    | 353(36,0)/1,600                           | 1999-    |      |
| 4M51(2) | 5,249  | 114(155)/3,200                    | 353(36,0)/1,600                           | 1999-    |      |

#### 搭載車両
- 三菱ふそう・キャンター
- 三菱ふそう・ローザ